# Franciszek Masłowski (organista)
Franciszek Jan Masłowski (ur. 9 marca 1878 w Radomiu, zm. 15 kwietnia 1958 w Żorach) – organista, dyrygent chórów, związany z Bydgoszczą.

## Życiorys
Urodził się w rodzinie związanej z muzyką. Był najstarszym synem Stanisława i Katarzyny z domu Mojak. Jego ojciec śpiewał w kościelnym chórze i grał na fortepianie, a młodsi bracia: Stanisław i Izydor byli w późniejszym okresie muzykami pracującymi w Bydgoszczy.
Gdy rodzice przeprowadzili się do Poznania, uczył się najpierw prywatnie w domu gry na fortepianie, a następnie uczęszczał do prywatnego konserwatorium muzycznego w Poznaniu, gdzie uczył się gry na fortepianie i organach.
W 1898 rozpoczął pracę organisty w kościele pw. Świętej Trójcy w miejscowości Góra, w powiecie inowrocławskim. W 1900 r. przeniósł się do Trzemeszna, gdzie w gimnazjum nauczał muzyki i śpiewu. W kościele pw. Najświętszej Marii Panny Wniebowziętej pracował jako organista przez 12 lat. Prowadził także chór szkolny i parafialny. W Trzemesznie założył rodzinę, z żoną Kunegundą wychowali pięcioro dzieci. Jego syn Jan był muzykiem, m.in. członkiem zespołu terenowego Pomorskiej Orkiestry Symfonicznej.
W sierpniu 1912 zamieszkał wraz z rodziną w Bydgoszczy i rozpoczął pracę organisty w nowo zbudowanym kościele pw. Świętej Trójcy. Dwa lata później zamieszkał na terenie kościelnym przy ul. Świętej Trójcy 26/4, gdzie mieszkał do śmierci.
W 1913 r. przejął batutę dyrygencką Towarzystwa Śpiewu „Moniuszko” i jednocześnie prowadził chór dziewcząt „Mały Chór”. Chórem „Moniuszko” dyrygował przez 43 lata. Należał do najwybitniejszych organistów w Bydgoszczy i okolicy. Często urządzał koncerty organowe, wykonywał utwory wybitnych kompozytorów polskich i obcych oraz własne. Zachwyt wiernych wzbudzały jego improwizacje organowe w czasie nabożeństw.
Zmarł w szpitalu w Żorach w woj. śląskim. Został pochowany na cmentarzu katolickim Świętej Trójcy w Bydgoszczy, przy ul. Lotników.